# Tipula (Yamatotipula) carsoni
Tipula (Yamatotipula) carsoni is een tweevleugelige uit de familie langpootmuggen (Tipulidae). De soort komt voor in het Nearctisch gebied.